# Огарково (усадьба)
Огарково — усадьба, расположенная в деревне Огарково Истринского района Московской области.

## История
Впервые место упоминается в 1624—1626 годах как имение некоего Игнатия Селина, которое входило в состав Городского стана Звенигородского уезда Московской губернии.
В деревне Огарково находится памятник архитектуры начала XIX — начала XX веков — усадьба Огарково с флигелем и парком с прудами.
Усадьба была основана в середине XVIII века генералом князем-губернатором Владимир Петровичем Долгоруковым и до конца столетия принадлежала его сыну-генералу князю Юрию Владимировичу Долгорукову.
Затем имение принадлежало государственному советнику А. М. Мартынову, в 1819 году — его дочери-генералу графине А. А. Долон, с 1820 года — поручику А. Г. Макарову, с 1824 года — поручице А. Н. Демидовой, в конце 1820-х годов — надворному советнику С. А. Гордвинову, с 1830 года — капитану-лейтенанту флота Д. Н. Сатину и его сыну А. Д. Сатину; в конце XIX века — мужу его дочери секретарю Московского дворянского собрания коллежскому секретарю Г. Г. Серебрянскому, в начале XX вода — купцу И. М. Моргунову. Последним владельцем усадьбы до 1917 года являлся крестьянин И. М. Гвоздев.
В начале XX века был построен главный дом, руины которого придают «немного таинственный вид окрестному пейзажу».
В настоящее время объект находится в частной собственности и закрыт для посещения. Летом 2004 года были расчищены парк и пруды, восстановлены круглый погреб и каретный сарай. Продолжались работы по восстановлению усадебного комплекса.

## Описание
Когда-то усадьба стояла на высоком берегу, постепенно спускавшемся к Малой Истре, теперь совсем заросшим подлеском и крапивой. С другой стороны дома тропинка спускается к живописным прудам, где в хорошую погоду устраиваются пикники и купания.
От усадебного дома в Огаркове мало что осталось. Вокруг чудом сохранившихся руин находятся поросшие травой и кустарником кирпичные фундаменты и остатки развалившихся строений.